# Ernst Balcke

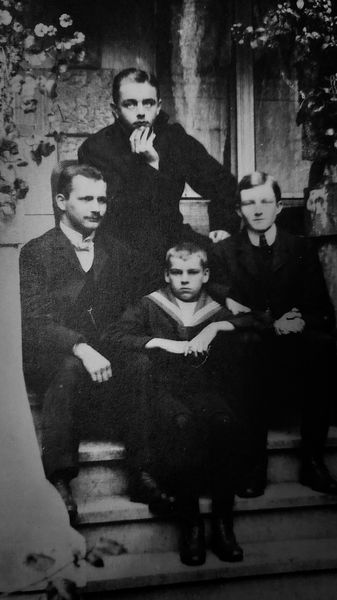
Ernst Balcke (rechts) mit seinem Bruder Werner (unten) und seinen Freunden Georg Heym (oben) und Ernst Moritz Engert (links), Berlin 1908/1909

Ernst Balcke (eigentlich Oskar Rudolf Otto Ernst Balcke) (* 9. April 1887 in Berlin; † 16. Januar 1912 in Gatow) war ein deutscher Autor. Als bester Freund des Dichters Georg Heym verunglückte er mit diesem, der ihn retten wollte, tödlich beim Schlittschuhlaufen auf der Havel.

## Leben
Ernst Balcke war der älteste Sohn des Bankiers Oskar Balcke und dessen Ehefrau Elisabeth, einer geborenen L’Hermet. Sein jüngerer Bruder war der spätere Generalintendant Rudolf Balcke (1888–1978). Er wohnte mit seinen Eltern in der Luitpoldstraße in Berlin-Schöneberg, nur unweit von der Wohnung der Familie Heym.
Georg Heym lernte Balcke etwa 1903 im Berliner Tennisclub „Blau-Weiß“ kennen. Die beiden unternahmen viele gemeinsame Reisen, auch mit Balckes Brüdern zusammen. Balcke ist neben Jakob van Hoddis und Robert Jentzsch der einzige von Heyms Freunden, dem eines seiner Gedichte gewidmet ist.
Im April 1905 wurde er von seiner Schule dem Berliner Falk-Realgymnasium verwiesen, da er von den Suizidgedanken seines Freundes Ernst Vogel gewusst haben soll, der in dieser Zeit Selbstmord beging. Er besuchte daraufhin das Saldernsche Institut in Brandenburg, wo er auch seinen Abschluss machte. Vogels Selbstmord beschäftigte Balcke den Rest seines Lebens. In der Schülerzeitung des Saldernschen Instituts, in der Balcke immer wieder unter dem Pseudonym „laureatus“ Gedichte veröffentlichte, widmete sich eine ganze Ausgabe der Frage des Selbstmordes, wobei Balcke als auch Heym den Großteil dazu beisteuerten. Vor allem in seiner Schulzeit (um 1905) spielte Heym immer wieder mit dem Gedanken, selber Selbstmord zu begehen. Aus lauter Verzweiflung schickte Balcke Heyms Briefe dessen Eltern, um diese davor zu warnen. Laut Heym war eines der schlimmsten Dinge die passieren konnten, als seine Eltern ihm Balckes Briefe wegnahmen.
Balcke studierte Romanistik und Anglistik in München, Berlin, Besançon und Edinburgh. Im Dezember  1911 bestand er sein Staatsexamen in Berlin. Über Heym hatte er ab und zu Kontakte zum Neuen Club, den er mit englischen und französischen Dichtungen versorgte. Kurt Hiller äußerte sich in einem Brief über Balcke: „Ich kannte ihn flüchtig; er war mir ungemein sympathisch. Etwas größer als Heym, schlanker, mittelblond, gerade Haltung, schmaler, ein wenig ‚englischer‘ Schädel, Gesichtsausdruck zugleich bürgerkorrekt und leis-verträumt. Seine Haltung uns gegenüber: von (aber unaufdringlicher) Bescheidenheit.“
Der Briefverkehr Balckes und Heyms gilt als verschollen. Dafür geht aus Heyms Tagebucheinträgen immer wieder hervor, dass Balcke diesen sowohl beriet als auch in schwierigen Situationen tröstete und oft den viel impulsiveren Freund beruhigte.

„Er (Balcke) ist sehr besorgt um mich, trotzdem er in gleicher Lage ist. Er ist der einzige Mensch, der hinter der äußeren Schaale meines kindischen Wesens, das Höhere heraus fühlt.“

Balcke schrieb hin und wieder Gelegenheitslyrik, von der eine kleine Auswahl posthum 1912 und 1913 in dem Expressionisten-Organ Die Aktion veröffentlicht wurde. Hiller über Balckes lyrische Versuche: „Seine Verse galten […] als liebenswürdig-epigonal; belangarm, weil zu konventionell. An diesem Urteil war etwas; es war im Kern wohl auch meines“. Max Osborn veröffentlichte dann die Gedichte 1914 in einem schmalen Band im Berliner Verlag Reuss & Pollack. Heyms Einfluss auf Balckes Lyrik ist unverkennbar, vor allem die Motiv beider gleichen sich stark, wobei Balcke auch manchmal neidisch auf die Gedichte des Freundes war.
Als am 16. Januar 1912 Balcke und Heym auf der Havel Schlittschuhlaufen waren, verließen sie den markierten Sicherheitsbereich. Balcke geriet in ein Loch, das für Eisvögel in das Eis geschlagen worden war, schlug mit dem Kopf auf und verlor das Bewusstsein. Der ihm zu Hilfe eilende Heym brach ebenfalls ins Eis ein und kämpfte noch eine halbe Stunde lang ums Überleben, bevor er selber im Eis versank. Balckes Körper konnte erst am 6. Februar geborgen werden, sein Gesichtsausdruck war dabei ruhig und ohne jegliche Art von Schmerz. Da die Eltern eine Sargbestattung psychisch nicht ertragen konnten, wurde Balckes Leichnam extra nach Sachsen transportiert, um dort kremiert zu werden. Er wurde auf dem Berliner Friedhof IV der Jerusalems- und Neuen Kirche an der Bergmannstraße beigesetzt, Abteilung 13–4–3 Nr. 6122. Das Grab ist erhalten, als Grabdenkmal dient ein Denkmalssockel, der von einer Vase bekrönt wird. Der Vater Oskar Balcke (1852–1932) ist ebenfalls dort bestattet, sowie Balckes Mutter und sein Bruder Werner.

„Ruhestätte unseres innig geliebten guten hoffnungsvollen Sohnes (…).
Sprich Schicksal, sprich, was hast Du diesen Tempel so früh in Schutt und Asche gelegt?“

Zur literarischen Titelfigur wird Ernst Balcke in dem 2014 erschienenen Berlinroman Balcke oder Der hypermoderne Prometheus von Antje Göhler.